# Die Arachniden

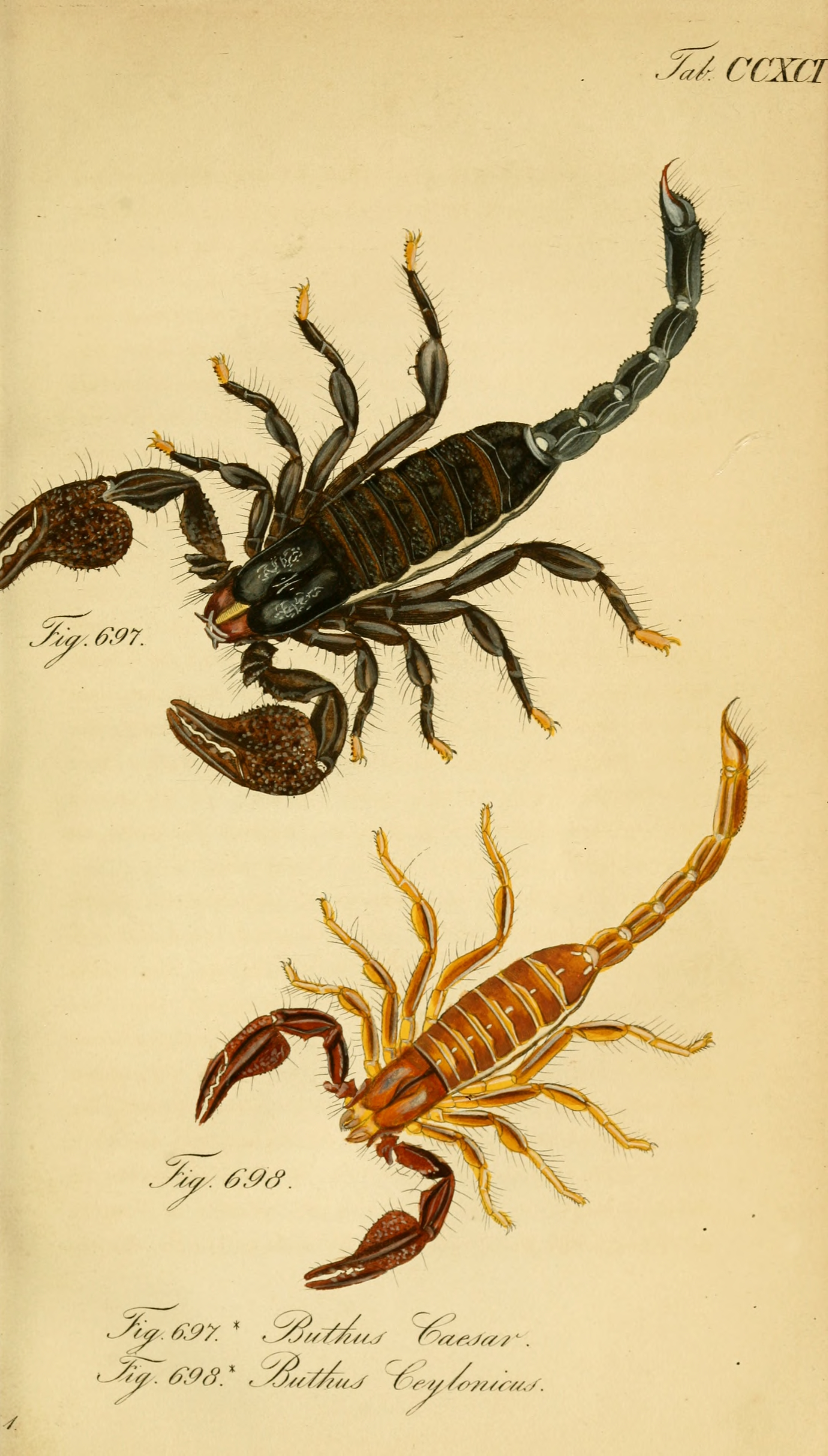
Zwei Arten der Gattung Heterometrus, neunter Band, Tafel CCXCI

Die Arachniden. Getreu nach der Natur abgebildet und beschrieben ist ein von dem deutschen Zoologen Carl Wilhelm Hahn 1831 begründetes und nach dessen Tod zwischen 1836 und 1847 von Carl Ludwig Koch fortgesetztes sechzehnbändiges Werk über deutsche und exotische Spinnentiere. Die detaillierten Beschreibungen und die aufwändigen Farbtafeln machten Die Arachniden zu einem der bedeutendsten naturwissenschaftlichen Druckwerke ihrer Zeit. Bis heute ist es für die Arachnologie wegen der zahlreichen darin enthaltenen Erstbeschreibungen eine wichtige Referenz.

## Inhalt

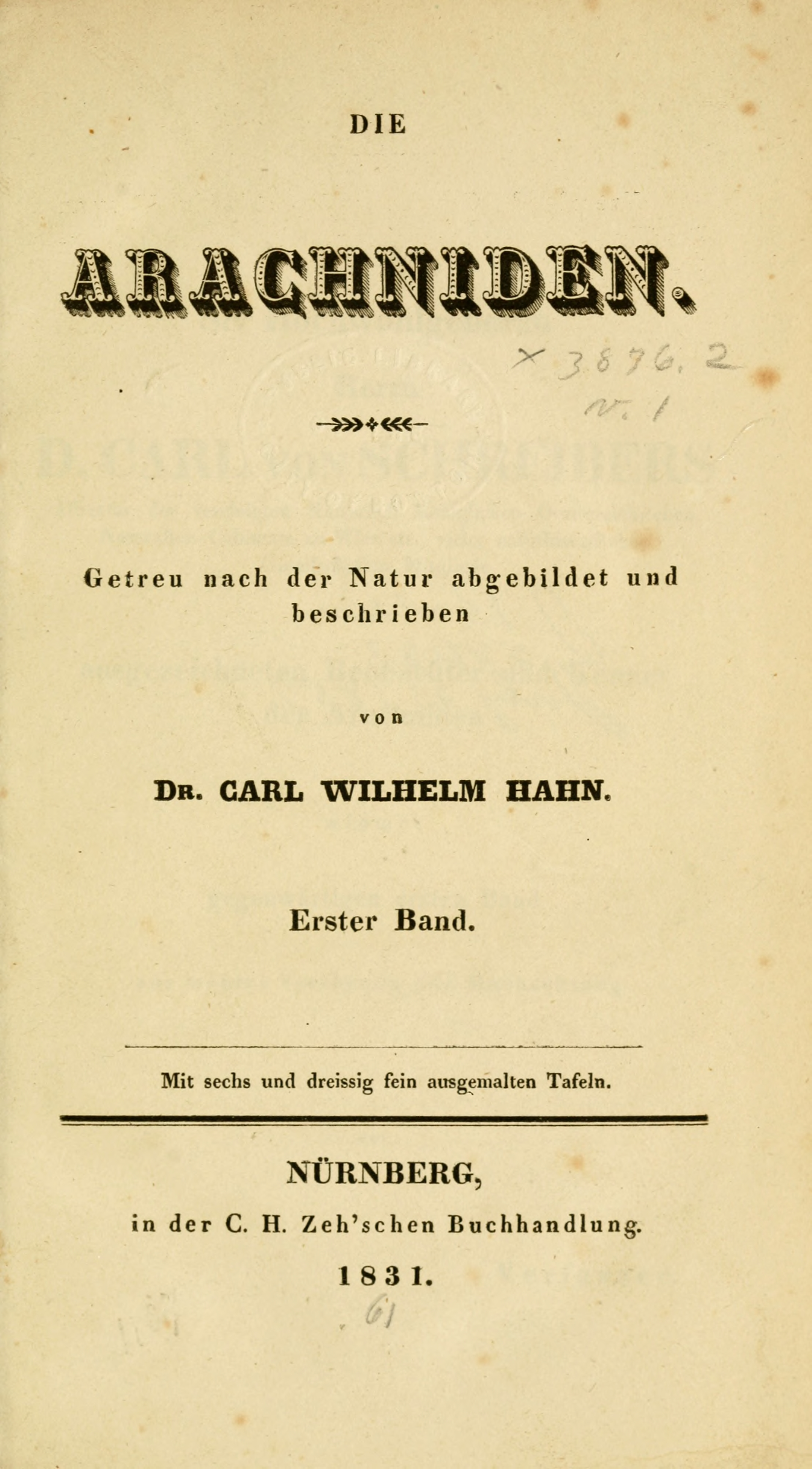
Titelblatt des ersten Bandes

Die Arachniden ist eine Abfolge kurzer Beschreibungen von Spinnentieren der ganzen Welt, die jeweils von einer kolorierten Darstellung begleitet sind. Das gesamte Werk lässt nicht erkennen, dass die Reihenfolge der Arten einer Systematik folgt. Hahn war offenbar bemüht, in seinem Werk alle Gruppen der Arachniden zu erfassen. Dabei wandte er für die Milben deutlich weniger Mühe als für Webspinnen, Weberknechte und Skorpione auf. Die oberflächliche Darstellung nur weniger Arten der Milben rief noch vor dem Erscheinen der letzten Lieferung des ersten Bandes Kritik hervor. Ab dem dritten Band wurden Milben gar nicht mehr berücksichtigt, Carl Ludwig Koch nahm die deutschen Milben stattdessen in sein von 1835 bis 1844 erschienenes Werk Deutschlands Crustaceen, Myriapoden und Arachniden auf.
Die Beschreibungen der dargestellten Tiere waren in den ersten beiden Bänden kurz gehalten und umfassen eine halbe bis drei Seiten. Ab dem dritten Band wurden insbesondere die Angaben zur Lebensweise der beschriebenen Arten deutlich umfangreicher und enthielten oft Angaben zum Netzbau oder zu den Kokons. Darüber hinaus bemühte sich Carl Ludwig Koch in der Weise um eine Struktur des Werks, dass er versuchte, die Beschreibungen von Arten einer Gattung in einer Lieferung oder zumindest in einem Band zusammenzufassen. Dem mangelnden Bezug zur Systematik der Arachniden, der bereits von Hahn in das Werk eingebracht worden war, half Koch mit der in fünf Lieferungen von 1837 bis 1850 unabhängig von Die Arachniden erschienenen Übersicht des Arachnidensystems ab.
Die Beschreibungen haben einen einheitlichen Aufbau. Auf die Angabe der Nummern von Tafel und Zeichnung in der Überschrift folgt als zweite Zeile der wissenschaftliche Name und in den beiden ersten Bänden an dritter Stelle ein deutscher Name, der meist nur eine Übersetzung des lateinischen ist. Darauf folgt der Beschreibungstext, der sich in den beiden ersten Bänden vielfach auf eine Angabe von Maßen wie Länge und Breite des Körpers und eine Beschreibung der Zeichnung beschränkt. Sofern die Art bereits beschrieben war, sind Angaben des Autors und weiterer Veröffentlichungen enthalten. Das „Vaterland“ wird fast immer angegeben, teilweise mit überaus detaillierten Angaben zu den Fundorten. Bei einheimischen und europäischen Arten enthält die Beschreibung häufig auch eine Schilderung der Lebensweise.

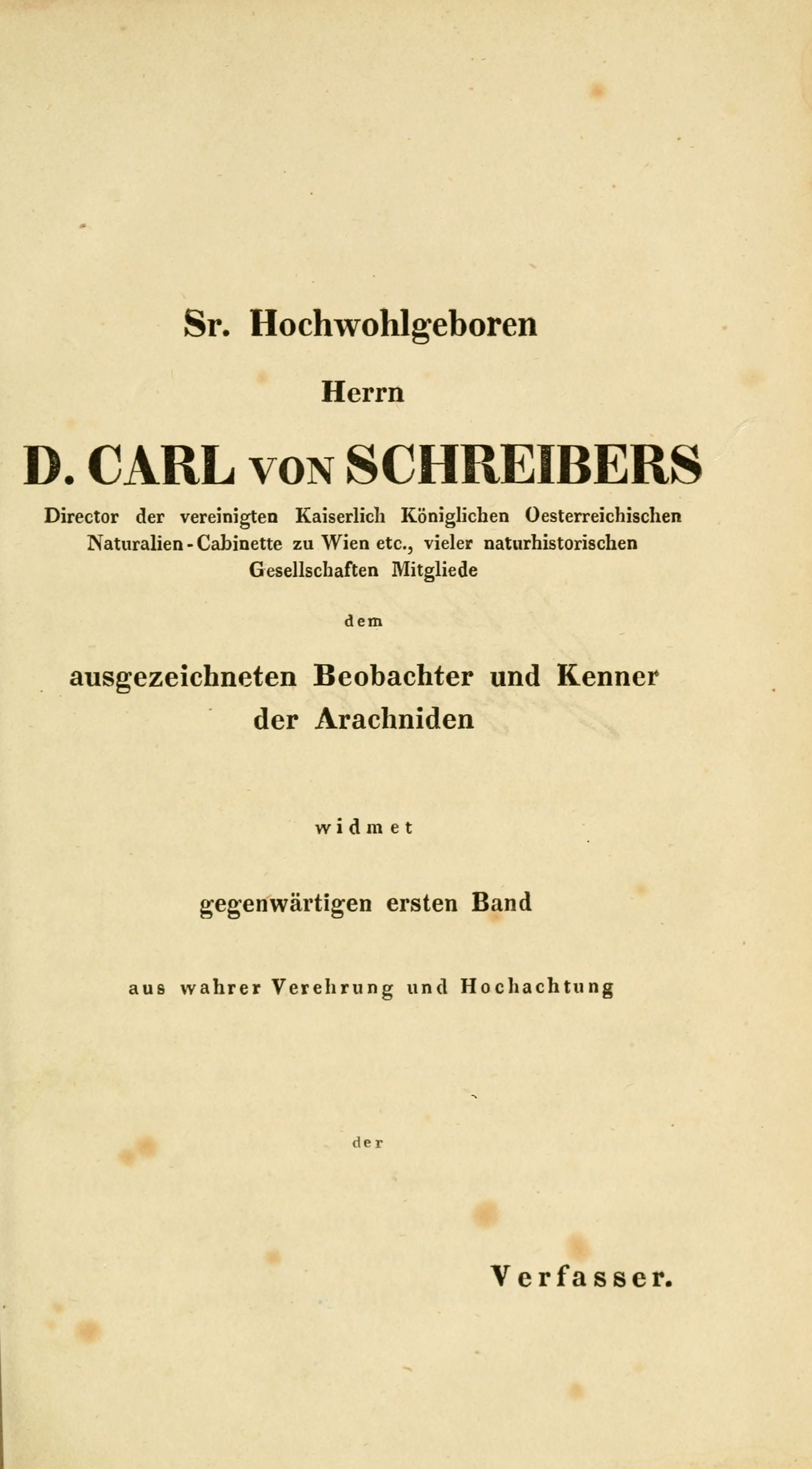
Erster Band, Widmung an Karl von Schreibers

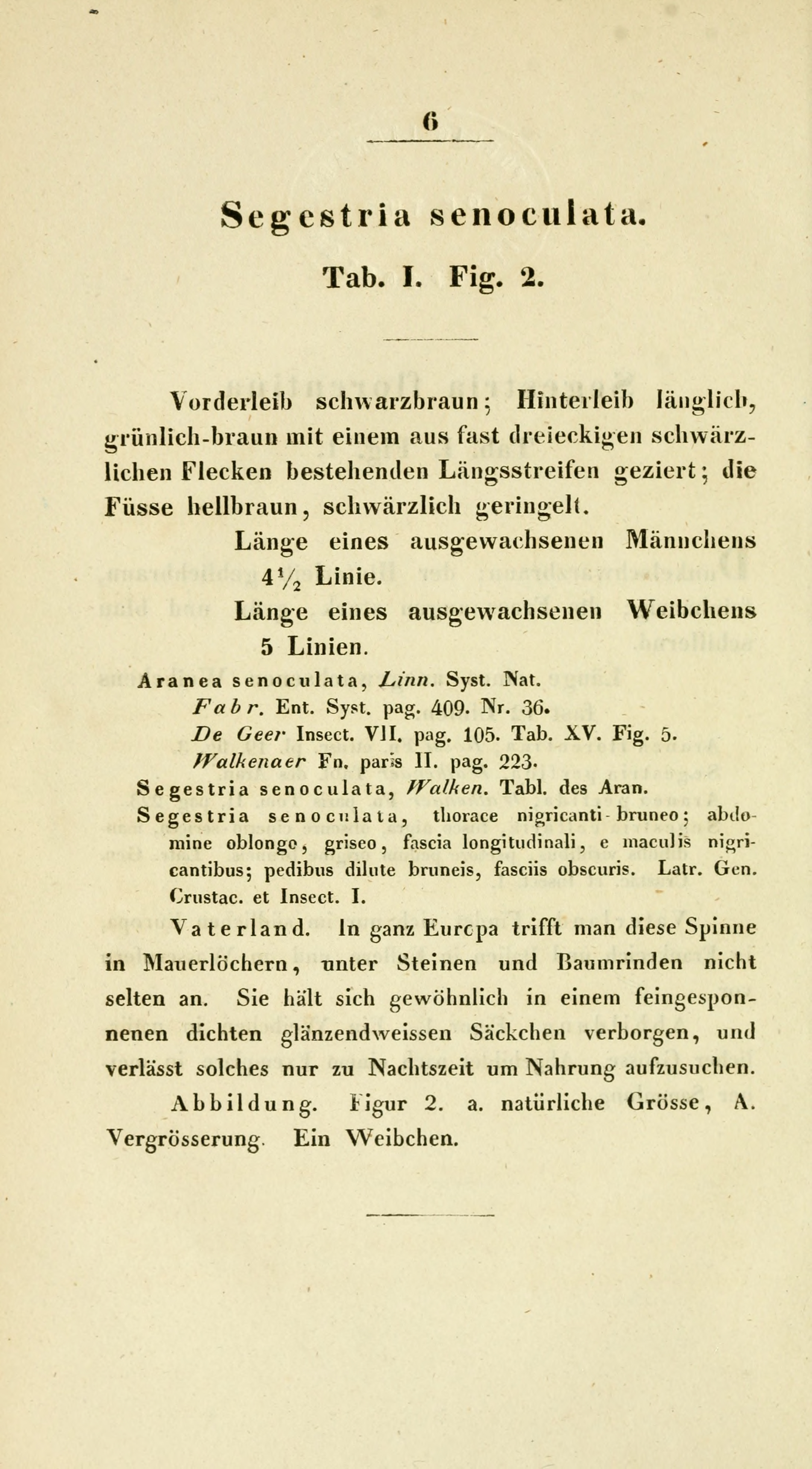
Erster Band, Seite 6, Beschreibung von Segestria senoculata

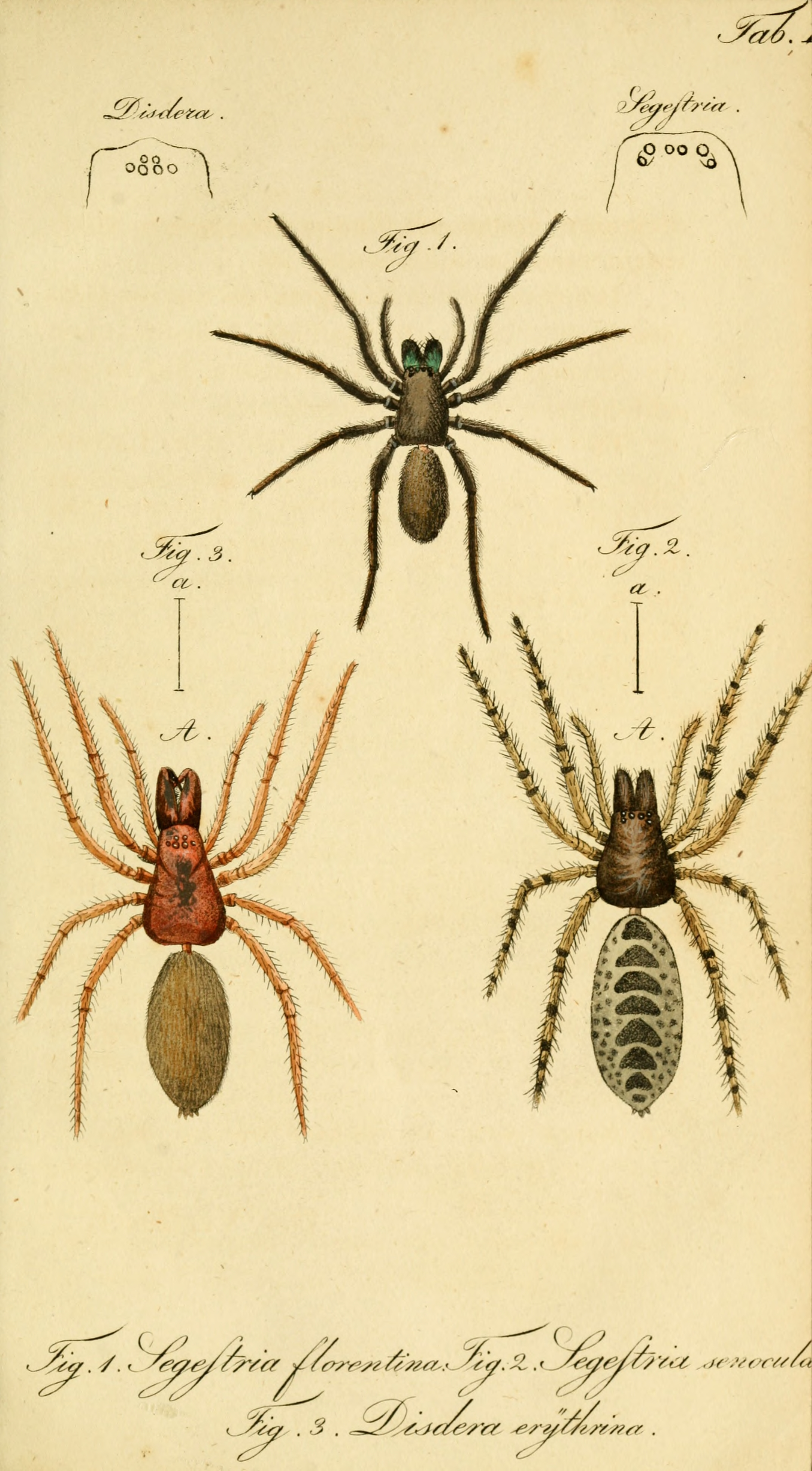
Erster Band, Tafel I, rechts Segestria senoculata

Den ersten Band widmete Hahn „aus wahrer Verehrung und Hochachtung“ dem österreichischen Naturforscher und „ausgezeichneten Beobachter und Kenner der Arachniden“ Karl von Schreibers. In dem auf den März 1831 datierten Vorwort zum ersten Band nahm Hahn noch Bezug auf das ständig verzögerte Erscheinen der Lieferungen seiner Monographie der Spinnen und die daraus resultierenden Streitigkeiten mit dem Verleger. Er sicherte der Leserschaft die ausschließliche Verwendung neuer Zeichnungen zu.
Im Dezember 1833 reagierte Hahn im Vorwort des zweiten Bandes auf eine zwei Monate zuvor erschienene Rezension der ersten fünf Lieferungen. Ohne auf die geäußerte inhaltliche Kritik einzugehen, antwortete er geradezu verzweifelt auf die Rüge der nicht eingehaltenen zweimonatlichen Erscheinungsweise: Ununterbrochen erscheint alle zwei Monate ein Heft, und es ist nicht zu fürchten, dass dieses, so wie meine übrigen Werke, jemals ins Stocken gerathen werde, wenn nicht der Tod selbst den Schluss macht. Auf das Vorwort Hahns folgte die Zusicherung des Verlags: Obige Zusicherung, dass alle zwei Monate ein Heft und also alle Jahre wenigstens ein Band (sechs Hefte) erscheinen wird, bestätiget die C. H. Zeh’sche Buchhandlung.
In seinem einzigen Vorwort, zum dritten Band, bekräftigte Carl Ludwig Koch im Januar 1836 die Zusicherungen seines Vorgängers zur Originalität der Zeichnungen. Er kündigte an, dass die Merkmale der Gattungen nicht mehr wie bisher bei der erstmaligen Darstellung einer ihrer Arten, sondern erst nach Abschluss des Gesamtwerks angeführt werden. Dazu plante er eine systematische Übersicht mit einem Gesamtindex der im Werk abgebildeten oder beschriebenen Arten. Eine wesentliche Neuerung Kochs bestand darin, dass er großen Wert auf die Abbildung beider Geschlechter der Arten legte.
Koch konnte die Schlussarbeiten an seinem Werk nicht selbst durchführen, eine langwierige Augenerkrankung hinderte ihn an der Weiterarbeit. Der Regensburger Entomologe Gottlieb August Herrich-Schäffer hatte bereits 1845 von Koch alle Manuskripte und Zeichnungen erhalten und beaufsichtigte den Stich und den Druck der letzten Bände. Herrich-Schäffer erstellte auch den Gesamtindex, aber ohne die angekündigte systematische Übersicht.

## Gliederung
Die Arachniden wurde in sechzehn Bänden im Oktavformat veröffentlicht, die ersten beiden Bände verfasste Carl Wilhelm Hahn, der auch die Vorlagen für die Farbtafeln zeichnete. Ab dem dritten Band war Carl Ludwig Koch der Verfasser und Illustrator. Die ersten fünfzehn Bände erschienen in jeweils sechs Lieferungen, der letzte in vier Lieferungen. Die ersten zwölf Bände erschienen in der C. H. Zeh'schen Buchhandlung in Nürnberg, der 13. und die folgenden Bände im Nürnberger Verlag von J. L. Lotzbeck.
Die einzelnen Lieferungen enthielten jeweils sechs kolorierte Kupferradierungen, für die die Verfasser eigenhändig die Zeichnungen angefertigt hatten. Alle abgebildeten Tiere wurden nach lebenden oder gut konservierten Sammlungsexemplaren gezeichnet, und die Verfasser gaben jeweils an, aus welcher Sammlung die Vorlagen stammten.
Die Farbtafeln befinden sich stets in unmittelbarer Nähe der Beschreibungen. Sie stellen jeweils wenige Arten dar, oft nur eine einzige, denen in vielen Fällen einfarbige Zeichnungen anatomischer Details beigestellt sind. Die Tafeln tragen durch das ganze Werk fortlaufende römische Zahlen als Nummerierung. Darüber hinaus sind die einzelnen Abbildungen („Figuren“) ebenfalls durch das ganze Werk fortlaufend mit arabischen Ziffern nummeriert. Am unteren Rand jeder Tafel sind die lateinischen Namen der abgebildeten Arten angegeben.
Am Ende jedes Bandes befindet sich ein Verzeichnis der wissenschaftlichen Namen der enthaltenen Arten mit der Angabe der Seitenzahlen, Tafeln und Zeichnungen. Der erst 1849 erschienene Index zum Gesamtwerk führt auf 62 Seiten ausschließlich wissenschaftliche Namen mit den Nummern von Band, Seiten und Zeichnungen an.

## Rezeption
Ein anonymer Rezensent lobte 1833 in den Berliner Jahrbüchern für wissenschaftliche Kritik die hohe Qualität der Farbtafeln, die sich gegenüber jenen aus Hahns Monographie der Spinnen und auch von der ersten bis zur vierten Lieferung der Arachniden deutlich verbessert habe. Gerügt wurde jedoch, dass anatomische Merkmale wie die Anzahl und Stellung der Augen oder die Merkmale der Kiefer oft nicht abgebildet würden. Dadurch würden die Milben-Abbildungen „ziemlich unbrauchbar“. Zudem wäre es nach Ansicht des Rezensenten wünschenswert, wenn die Darstellungen der Lebensweise bei den Beschreibungen breiteren Raum einnähme. Zum Abschluss merkte der Rezensent kritisch an, dass ihm erst fünf Lieferungen vorlägen, mithin weniger als die angekündigten sechs Hefte jährlich.

## Erscheinungsdaten
Die einzelnen Lieferungen wurden nach vollständiger Auslieferung eines Bandes im Kundenauftrag gebunden. Dabei erhielten sie ein Titelblatt, dessen Angabe des Erscheinungsjahrs oft nicht mit dem Datum der Auslieferung übereinstimmte. Das ist für die Titelaufnahme und bibliografische Zwecke im Allgemeinen ausreichend. In der biologischen Nomenklatur ist es aber zur Anwendung der Prioritätsregel zwingend erforderlich, das tatsächliche Erscheinungsdatum einer Veröffentlichung zu kennen. Für Die Arachniden und zahlreiche weitere Werke waren die Erscheinungsdaten der einzelnen Lieferungen über lange Zeit und teilweise bis heute unbekannt. Als eine Folge wurden in den großen arachnologischen Katalogen von Pierre Bonnet und Carl Friedrich Roewer, die die Angaben der Titelblätter übernahmen, zahlreiche falsche Angaben zu den Erstbeschreibungen veröffentlicht.
Die Nachforschungen des italienischen Arachnologen Paolo Marcello Brignoli, der dabei auf eine weitgehend unbeachtete Vorarbeit des britischen Zoologen und Bibliografen Charles Davies Sherborn aus dem Jahr 1914 zurückgreifen konnte, führte zur Korrektur der Veröffentlichungsdaten für die Erstbeschreibungen von mehr als einhundert noch gültigen Taxa: 98 Webspinnen, 17 Skorpione, drei Walzenspinnen und fünf Weberknechte.

## Bände und Lieferungen
| Band | Verlag   | Titel | 1. Lief.                        | Jahr | 2. Lief.                     | Jahr | 3. Lief.                       | Jahr | 4. Lief.                         | Jahr | 5. Lief.                         | Jahr | 6. Lief.                         | Jahr | Digitalisat  |
| --- | -------- | ----- | ------------------------------- | ---- | ---------------------------- | ---- | ------------------------------ | ---- | -------------------------------- | ---- | -------------------------------- | ---- | -------------------------------- | ---- | ------------ |
| I | Zeh      | 1831  | S. 1–24, I–VI                   | 1831 | S. 25–48, VII–XII            | 1832 | S. 49–76, XIII–XVIII           | 1832 | S. 77–99, XIX–XIV                | 1833 | S. 101–116, XXV–XXX              | 1833 | S. 117–124, XXXI–XXXVI           | 1833 | Digitalisat  |
| II | Zeh      | 1834  | S. 1–16, XXXVII–XLII            | 1833 | S. 17–32, XLIII–XLVIII       | 1834 | S. 33–40, XLIV–LIV             | 1834 | S. 41–53, LV–LX                  | 1834 | S. 54–64, LXI–LXVI               | 1835 | S. 65–72, LXVII–LXXII            | 1835 | Digitalisat  |
| III | Zeh      | 1836  | S. 1–16, LXXIII–LXXVIII         | 1836 | S. 17–32, LXXIX–LXXXIV       | 1836 | S. 33–50, LXXXV–XC             | 1836 | S. 51–72, XCI–XCVI               | 1836 | S. 73–88, XCVII–CII              | 1836 | S. 89–112, CIII–CVIII            | 1837 | Digitalisat  |
| IV | Zeh      | 1838  | S. 1–24, CIX–CXIV               | 1837 | S. 25–44, CXV–CXX            | 1837 | S. 45–68, CXXI–CXXVI           | 1837 | S. 69–88, CXXVII–CXXXII          | 1837 | S. 89–108, CXXXIII–CXXXVIII      | 1837 | S. 109–140, CXXXIX–CXLIV         | 1838 | Digitalisat  |
| V | Zeh      | 1839  | S. 1–24, CXLV–CL                | 1838 | S. 25–44, CLI–CLVI           | 1838 | S. 45–68, CLVII–CLXII          | 1838 | S. 69–92, CLXIII–CLXVIII         | 1838 | S. 93–124, CLXIX–CLXXIV          | 1838 | S. 125–154, CLXXV–CLXXX          | 1839 | Digitalisat  |
| VI | Zeh      | 1839  | S. 1–24, CLXXXI–CLXXXVI         | 1839 | S. 25–50, CLXXXVII–CXCII     | 1839 | S. 51–74, CXCIII–CXCVIII       | 1839 | S. 75–102, CIC–CCIV              | 1839 | S. 103–132, CCV–CCX              | 1839 | S. 133–152, CCXI–CCXVI           | 1839 | Digitalisat  |
| VII | Zeh      | 1839  | S. 1–32, CCXVII–CCXXII          | 1839 | S. 33–56, CCXXIII–CCXXVIII   | 1839 | S. 57–70, CCXXIX–CCXXXIV       | 1839 | S. 71–86, CCXXXV–CCXL            | 1839 | S. 87–106, CCXLI–CCXLVI          | 1839 | S. 107–126, CCXLVII–CCLII        | 1840 | Digitalisat  |
| VIII | Zeh      | 1841  | S. 1–20, CCLIII–CCLVIII         | 1840 | S. 21–40, CCLIX–CCLXIV       | 1840 | S. 41–64, CCLXV–CCLXX          | 1841 | S. 65–86, CCLXXI–CCLXXVI         | 1841 | S. 87–110, CCLXVII–CCLXXXII      | 1841 | S. 111–126, CCLXXXIII–CCLXXXVIII | 1841 | Digitalisat  |
| IX | Zeh      | 1842  | S. 1–24, CCLXXXIX–CCXCIV        | 1841 | S. 25–40, CCXCV–CCC          | 1841 | S. 41–56, CCCI–CCCVI           | 1841 | S. 57–72, CCCVII–CCCXII          | 1842 | S. 73–88, CCCXIII–CCCXVIII       | 1842 | S. 89–104, CCCXIX–CCCXXIV        | 1842 | Digitalisat  |
| X | Zeh      | 1843  | S. 1–20, CCXXV–CCCXXX           | 1842 | S. 21–36, CCCXXXI–CCCXXXVI   | ?    | S. 37–60, CCCXXXVII–CCCXLII    | 1843 | S. 61–84, CCCXLIII–CCCXLVIII     | 1843 | S. 85–112, CCCIL–CCCLIV          | 1843 | S. 113–138, CCCLV–CCCLX          | ?    | Digitalisat  |
| XI | Zeh      | 1845  | S. 1–24, CCCLXI–CCCLXVI         | 1844 | S. 25–48, CCCLXVII–CCCLXXII  | 1844 | S. 49–76, CCCLXXIII–CCCLXXVIII | 1844 | S. 77–108, CCCLXXIX–CCCLXXXIV    | 1844 | S. 109–136, CCCLXXXV–CCCXC       | 1844 | S. 137–168, CCCXCI–CCCXCVI       | 1844 | Digitalisat  |
| XII | Zeh      | 1845  | S. 1–24, CCCXCVII–CCCCII        | 1845 | S. 25–52, CCCCIII–CCCCVIII   | 1845 | S. 53–80, CCCCIX–CCCCXIV       | 1845 | S. 81–108, CCCCXV–CCCCXX         | 1845 | S. 109–132, CCCCXXI–CCCCXXVI     | 1845 | S. 133–160, CCCCXXVII–CCCCXXXII  | 1845 | Digitalisat  |
| XIII | Lotzbeck | 1846  | S. 1–36, CCCCXXXIII–CCCCXXXVIII | 1846 | S. 37–76, CCCCXXXIX–CCCCXLIV | 1846 | S. 77–106, CCCCXLV–CCCCL       | 1846 | S. 107–148, CCCCLI–CCCCLVI       | 1846 | S. 149–188, CCCCLVII–CCCCLXII    | 1846 | S. 189–228, CCCCLXIII–CCCCLXVIII | 1846 | Digitalisat  |
| XIV | Lotzbeck | 1848  | S. 1–48, CCCCLXIX–CCCCLXXIV     | 1846 | S. 49–88, CCCCLXXV–CCCCLXXX  | 1846 | S. 89–128 CCCCLXXXI–CCCCLXXXVI | 1847 | S. 129–144, CCCCLXXXVII–CCCCXCII | 1847 | S. 145–172, CCCCXCIII–CCCCXCVIII | 1847 | S. 173–204, CCCCXCIX–DIV         | 1847 | Digitalisat  |
| XV | Lotzbeck | 1848  | S. 1–24, DV–DX                  | 1847 | S. 25–50, DXI–DXVI           | 1847 | S. 51–66, DXVII–DXXII          | 1847 | S. 67–86, DXXIII–DXXVIII         | 1847 | S. 87–110, DXXIX–DXXXIV          | 1847 | S. 111–130, DXXXV–DXL            | 1847 | Digitalisat  |
| XVI | Lotzbeck | 1848  | S. 1–20, DXLI–DXLVI             | 1847 | S. 21–40, DXLVII–DLII        | 1847 | S. 41–60, DLIII–DLVIII         | 1847 | S. 61–76, DLIX–DLXIII            | 1847 |                                  |      |                                  |      | Digitalisat  |
| Index | Lotzbeck | 1848  | S. 1–64,                        | 1849 |                              |      |                                |      |                                  |      |                                  |      |                                  |      | bei Band XVI |
| Anmerkungen: von den Angaben auf den Titelblättern abweichende Erscheinungsjahre sind fett hervorgehoben. Titel = Druckjahr laut Titelblatt; bei den Lieferungen sind arabisch die Seitenzahlen und römisch die Nummern der Tafeln vermerkt; Jahr=tatsächliches Erscheinungsjahr |          |       |                                 |      |                              |      |                                |      |                                  |      |                                  |      |                                  |      |              |